# Aimé Tchabouré Gogué
 (mars 2025).
La mise en forme du texte ne suit pas les recommandations de Wikipédia : il faut le « wikifier ».
Les points d'amélioration suivants sont les cas les plus fréquents. Le détail des points à revoir est peut-être précisé sur la page de discussion.
- Les titres sont pré-formatés par le logiciel. Ils ne sont ni en capitales, ni en gras.
- Le texte ne doit pas être écrit en capitales (les noms de famille non plus), ni en gras, ni en italique, ni en « petit »…
- Le gras n'est utilisé que pour surligner le titre de l'article dans l'introduction, une seule fois.
- L'italique est rarement utilisé : mots en langue étrangère, titres d'œuvres, noms de bateaux, etc.
- Les citations ne sont pas en italique mais en corps de texte normal. Elles sont entourées par des guillemets français : « et ».
- Les listes à puces sont à éviter, des paragraphes rédigés étant largement préférés. Les tableaux sont à réserver à la présentation de données structurées (résultats, etc.).
- Les appels de note de bas de page (petits chiffres en exposant, introduits par l'outil «  Source ») sont à placer entre la fin de phrase et le point final[comme ça].
- Les liens internes (vers d'autres articles de Wikipédia) sont à choisir avec parcimonie. Créez des liens vers des articles approfondissant le sujet. Les termes génériques sans rapport avec le sujet sont à éviter, ainsi que les répétitions de liens vers un même terme.
- Les liens externes sont à placer uniquement dans une section « Liens externes », à la fin de l'article. Ces liens sont à choisir avec parcimonie suivant les règles définies. Si un lien sert de source à l'article, son insertion dans le texte est à faire par les notes de bas de page.
- La présentation des références doit suivre les conventions bibliographiques. Il est recommandé d'utiliser les modèles {{Ouvrage}}, {{Chapitre}}, {{Article}}, {{Lien web}} et/ou {{Bibliographie}}. Le mode d'édition visuel peut mettre en forme automatiquement les références.
- Insérer une infobox (cadre d'informations à droite) n'est pas obligatoire pour parachever la mise en page.

Pour une aide détaillée, merci de consulter Aide:Wikification.
Si vous pensez que ces points ont été résolus, vous pouvez retirer ce bandeau et améliorer la mise en forme d'un autre article.
Aimé Tchabouré Gogué , né le 1er octobre 1947 à Afagnan au Togo, est un professeur et homme politique togolais.

## Biographie
En 1976 Il obtient un doctorat en Sciences économiques à l'Université de Montréal. Il enseigne ensuite pendant 35 ans à l'Université de Lomé (ex Université du Bénin). 
Il participe de 1997 à 2006 au Conseil Consultatif Scientifique de Réseau de Recherche Sécurité Alimentaire Durable Afrique de l’Ouest Centrale (SADAOC)
Il est président de l'Alliance nationale des démocrates pour un développement intégral (ADDI) depuis avril 2007 et est candidat à la présidentielle pour ce parti en 2015 et 2020.
Il est deux fois ministre dans les années 90 : d'abord au plan et à l’aménagement du territoire de (1991-1992) puis à l’éducation nationale et la recherche scientifique (1992-1993).
Il est élu député à l'Assemblée Nationale du Togo de 2013 à 2018. Réélu en 2024, il est « Doyen d’âge » de la 7eme législature de l'Assemblée Nationale.